# Schlotheimer Graben

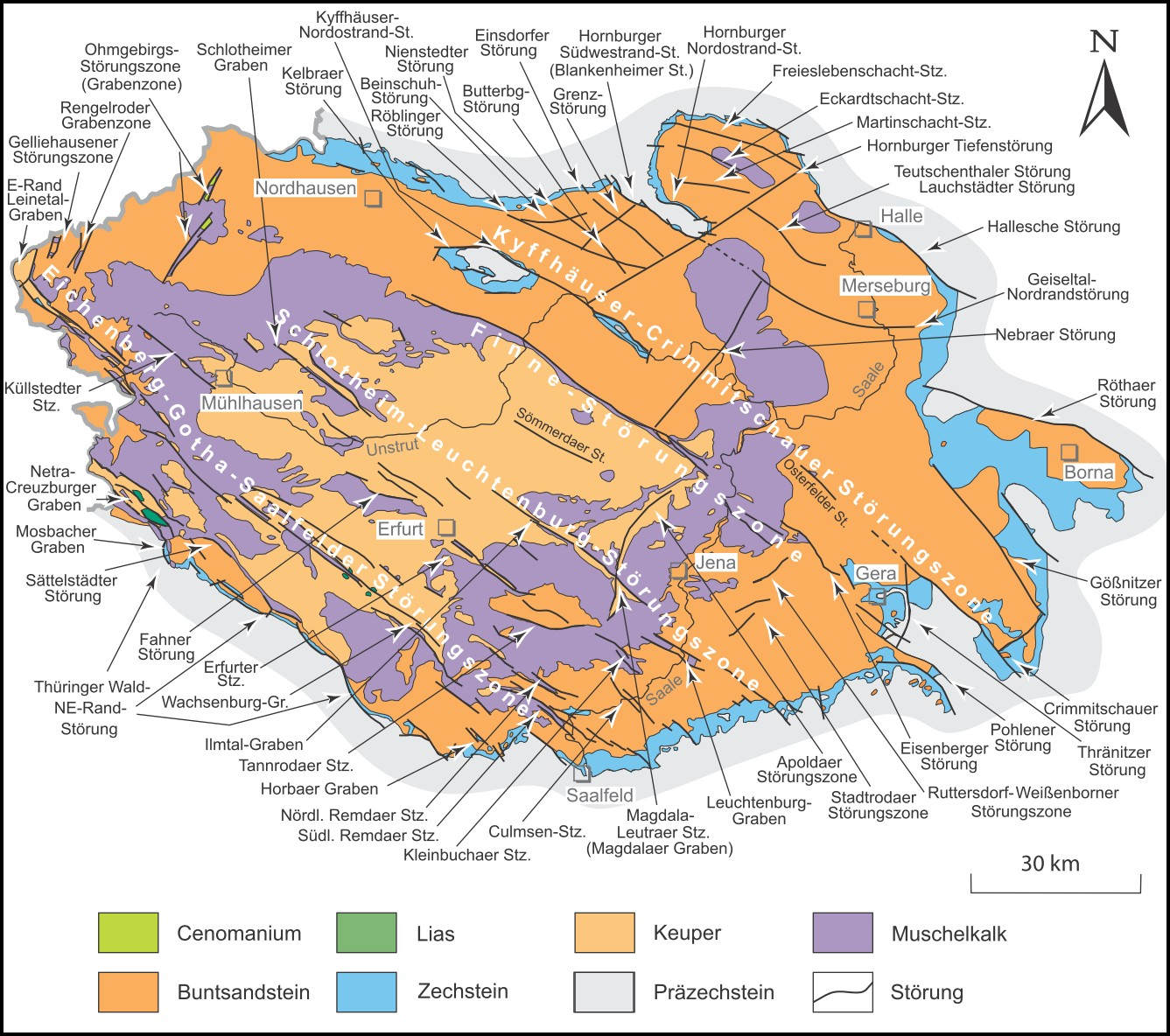
Der von Muschelkalk-Anhöhen flankierte Keupergraben im Nordwesten des Thüringer Beckens

Der Schlotheimer Graben, benannt nach dem Ort Schlotheim, ist der Grabenbruch der herzynisch, d. h. von Nordwesten nach Südosten verlaufenden Schlotheimer Störungszone, einer geologischen Störung im Nordwesten des Thüringer Beckens in den Landkreisen Unstrut-Hainich-Kreis und Kyffhäuserkreis.

## Verlauf
Der Schlotheimer Graben begleitet den Oberlauf der Notter von Obermehler bis Schlotheim, ab dort bachaufwärts den Marolteroder Bach über Marolterode bis zum Quellgebiet und weiter südöstlich bachabwärts den Schambach-Oberlauf Fernebach vom Quellgebiet bei Blankenburg bis Bruchstedt. Dabei wird er in den unteren beiden Abschnitten von den bis 368 m hohen Heilinger Höhen flankiert. Der nordwestlichste Abschnitt reicht demgegenüber bis an die südöstliche Abdachung des Dün und wird westlich vom Volkenroder Wald (364 m) nördlich Volkenrodas begrenzt.

## Geologische Struktur
Die Antiklinalstruktur um den Schlotheimer Graben wird geologisch als Schlotheim-Tennstedter Gewölbe bezeichnet.
Das Innere des Schlotheimer Grabens bildet ein Graben aus Löss und Lössderivaten, im zentralen und nordwestlichen Bereich auch Schluff- und Tonsteinen, der von zwei parallelen Störungslinien begrenzt wird. Zu diesen Störungslinien fällt, vom etwas höher gelegenen Quellgebiet von Marolteroder Bach und Fernebach abgesehen, der Obere Muschelkalk der Heilinger Höhen bzw. des Tennstedter Gewölbes und des Volkenroder Waldes in einer schroffen Schichtstufe ab (siehe auch den dortigen Abschnitt).

## Globalere Zuordnung
Die Schlotheimer Störungszone bildet den nordwestlichsten Teil der herzynisch das Thüringer Becken zweiteilenden Schlotheim-Leuchtenburg-Störungszone, die sich indes erst in etwa 35 Kilometern Entfernung, am Südwesthang des Ettersbergs, fortsetzt, um in ihrem Kerngebiet über Weimar bis südwestlich Jenas zu reichen.